# 하이퍼액세스
하이퍼액세스(HyperACCESS)는 힐그레이브의 터미널 에뮬레이선 소프트웨어의 일종이다. 하이퍼액세스의 한 버전인 하이퍼터미널(HyperTerminal)이 일부 버전의 윈도우에 포함되어 있다.

## 역사
Hilgraeve 최초의 소프트웨어 제품이며 처음에는 8비트 헬스 컴퓨터들이 모뎀을 통해 통신할 수 있도록 설계되었다. 1985년, 동일한 제품이 IBM PC 및 호환 시스템, 그리고 헬스/제니스의 Z-100 PC 비호환 MS-DOS 컴퓨터에 이식되었다. 해가 지남에 따라 이 기술의 동일한 버전이 OS/2, 윈도우 95, 윈도우 NT를 포함한 다른 운영 체제들에도 이식되었다. PC 매거진으로부터 총 5개의 에디터스 초이스 상을 받았다.
1995년, Hilgraeve는 로우엔드 버전의 하이퍼액세스를 "하이퍼터미널"이라는 이름으로 자신들의 통신 유틸리티를 사용할 수 있도록 마이크로소프트에 라이선스하였다. 윈도우 95부터 윈도우 XP까지 기본 포함되었으나 윈도우 비스타, 윈도우 7, 윈도우 8 이상의 윈도우에서는 더 이상 번들되지 않고 있다.
상용 제품인 하이퍼터미널 프라이빗 에디션(HyperTerminal Private Edition) 및 하이퍼액세스 둘 다 최대 윈도우 10을 포함한 모든 버전의 윈도우를 지원한다.

## 프로토콜
- 디스플레이: 미니텔, 뷰데이터, VT100, VT52
- 파일 전송: 미국정보교환표준부호, Kermit, XMODEM, YMODEM/YMODEM-G, ZMODEMj

## 같이 보기
- 단말 에뮬레이터 목록